# Lysapsus caraya
Lysapsus caraya es una especie de anfibio anuro de la familia Hylidae.

## Distribución geográfica
Esta especie es endémica de Brasil. Habita entre los 200 y 400 m de altitud en los estados de Goiás y Mato Grosso.

## Publicación original
- Gallardo, 1964 : Una nueva forma de Pseudidae (Amphibia, Anura) y algunas consideraciones sobre las especies argentinas de esta familia. Acta Zoológica Lilloana, vol. 20, p. 193-209.[5]